# Guarbecque
 Guarbecque  es una población y comuna francesa, situada en la región de Norte-Paso de Calais, departamento de Paso de Calais, en el distrito de Béthune y cantón de Lillers.

## Demografía
| 1118 | 1171 | 1270 | 1373 | 1299 | 1268 |
| Para los censos de 1962 a 1999 la población legal corresponde a la población sin duplicidades (Fuente: INSEE [Consultar]) |      |      |      |      |      |